# GP3 Series
La GP3 Series o simplement GP3 és un campionat d'automobilisme de velocitat que es disputa des de l'any 2010 com un esglaó per sota de la categoria de monoplaces GP2 Series. Al principi, el periodisme del motor va especular amb el fet que la categoria seria essencialment la Fórmula Màster Internacional reanomenada i reformulada, però l'octubre de 2008 es va anunciar oficialment que es partiria des de zero.

## Dades tècniques
Els monoplaces tenen un xassís Dallara, pneumàtics Pirelli i motors de gasolina turbo alimentats de quatre cilindres en línia, 2.0 litres de cilindrada i 280 cv de potència màxima, desenvolupats per Renault. Aquesta potència és intermèdia entre la d'un monoplaça de les World Series by Renault i la d'un Fórmula Renault 2.0 i Fórmula 3. Les caixes de canvis són construïdes per Hewland i els frens per Brembo.

## Format de competició
El divendres, els pilots tenen 30 minuts d'entrenaments lliures, els dissabtes uns altres 30 de classificació on es decideix la graella de sortida per la carrera llarga.
El diumenge és una carrera curta (“Sprint”). La graella es decideix amb el resultat del dissabte, invertint les primeres vuit posicions, per tant, el pilot que guanyaria la carrera sortiria en la vuitena posició y qui quedaria vuitè sortiria en primera posició

### Sistema de puntuació

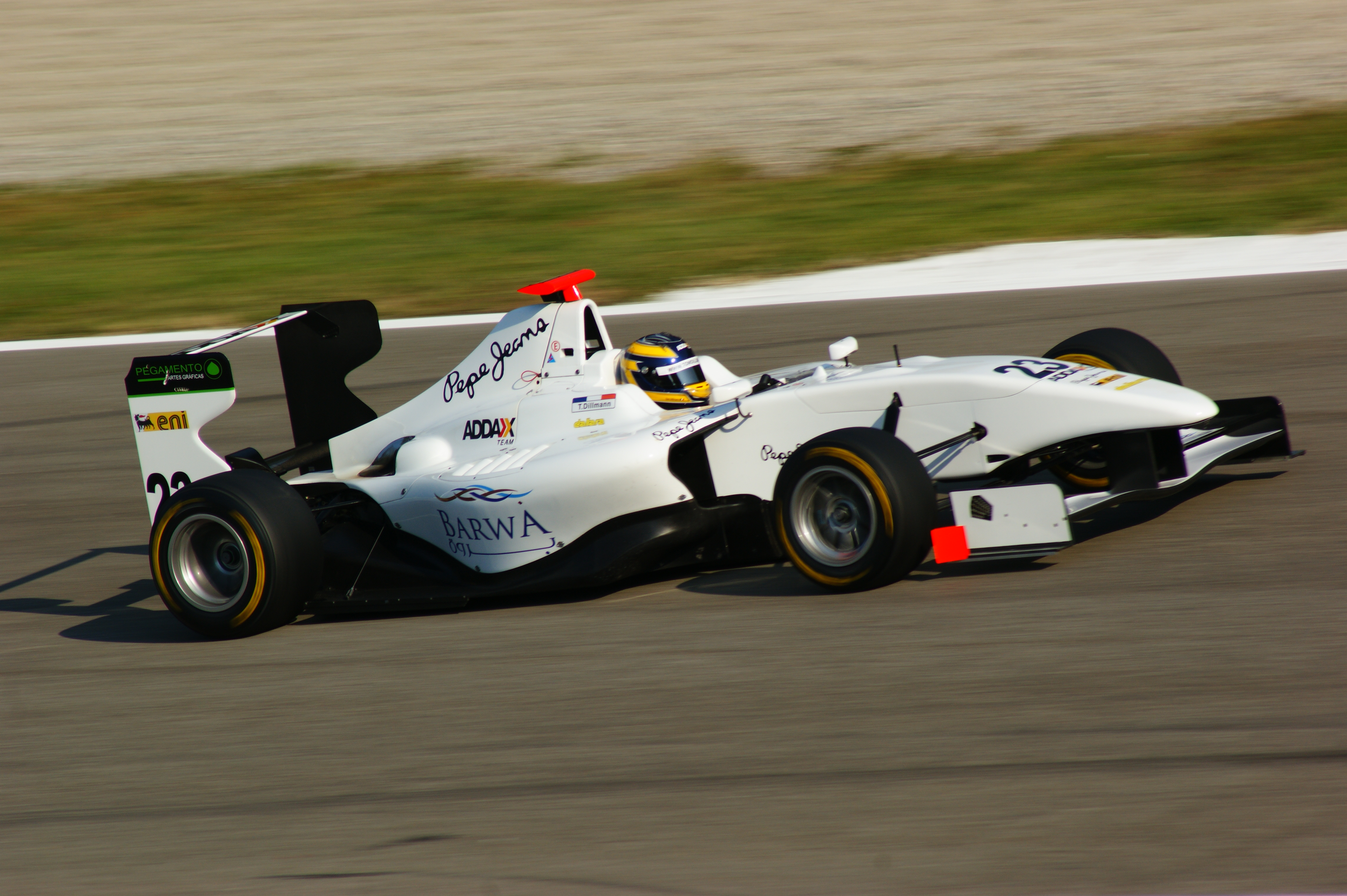
Cotxe GP3/10 pilotat per Tom Dillmann durant la temporada del 2011

- Pole per les carreres de dissabte: 2 punts.
- Carrera del dissabte: 10-8-6-5-4-3-2-1 punts per als vuit primers.
- Carrera de diumenge: 6-5-4-3-2-1 punts per als sis primers.
- Els vuit millors classificats s'alineen en ordre invers per millorar l'espectacle de les carreres del diumenge.
- Volta ràpida: 1 punt per cada carrera. El pilot que obtingui la volta ràpida ha d'haver recorregut almenys el 90% de les voltes de carrera i acabar en el top-ten

## Drets d'emissió
Actualment l'única televisió que emet la competició és Eurosport mitjançant PPV. Televisió de Catalunya va emetre les carreres del Circuit de Catalunya l'any 2010.

## Circuits
En ser una competició paral·lela a la GP2 Series, segueix el seu calendari exceptuant la cita del Yas Marina Circuit (Abu Dhabi) a causa de la seva llunyania i la cita al Circuit de Mònaco.
A 31 de desembre de 2011
| Circuit           | Temporades  |
| ----------------- | ----------- |
| Istanbul          | (2010-2011) |
| Hockenheimring    | (2010)      |
| Hungaroring       | (2010-2011) |
| Montmeló          | (2010-2011) |
| Monza             | (2010-2011) |
| Nürburgring       | (2011)      |
| Silverstone       | (2010-2011) |
| Spa-Francorchamps | (2010-2011) |
| València          | (2010-2011) |

## Campions
A 31 de desembre de 2015
| Any  | Campionat de pilots | Campionat de pilots          | Campionat de pilots | Campionat per aquips |
| Any  | Pilot               | Cotxe                        | Escuderia           | Campionat per aquips |
| ---- | ------------------- | ---------------------------- | ------------------- | -------------------- |
| 2010 | Esteban Gutiérrez   | Dallara GP3/10 Renault Sport | ART Grand Prix      | ART Grand Prix       |
| 2011 | Valtteri Bottas     | Dallara GP3/10 Renault Sport | Lotus ART           | Lotus ART            |
| 2012 | Mitch Evans         | Dallara GP3/10 Renault Sport | MW Arden            | Lotus Grand Prix     |
| 2013 | Daniil Kvyat        | Dallara GP3/13 AER           | MW Arden            | ART Grand Prix       |
| 2014 | Alex Lynn           | Dallara GP3/13 AER           | Carlin Motorsport   | Carlin Motorsport    |
| 2015 | Esteban Ocon        | Dallara GP3/13 AER           | ART Grand Prix      | ART Grand Prix       |